# Pierre Bertrand (football)
Pour les articles homonymes, voir Pierre Bertrand et Bertrand.
Pierre Bertrand (né en 1907) est un footballeur français des années 1920.

## Carrière
Il joue pendant sa carrière au Cercle athlétique de Paris, club avec lequel il devient à moins de 22 ans finaliste de la Coupe de France 1928 en perdant la finale 3-1 contre le Red Star. En fin de première mi-temps, c'est lui qui réduit l'écart à 2-1 en déviant un tir de Jean Gautheroux, avant que le Red Star n'inscrive un troisième but en deuxième mi-temps.
Il joue ensuite au Red Star Olympique, notamment lors des premières éditions du championnat de France professionnel à partir du 1932.